# Баскаков, Василий Степанович
Васи́лий Степа́нович Баска́ков (?—1938) — московский купец, крупный домовладелец начала XX века.
В начале 1900-х годов потомки текстильных фабрикантов Баскаковых братья Василий и Иван Баскаковы владели множеством доходных домов в Москве. В 1911 году Василий Степанович вступил в Московское купеческое собрание. Баскаковы были крупными собственниками московской недвижимости, выкупали владения, сносили прежние строения и возводили доходные дома, квартиры в которых затем сдавали внаём. Их дело было успешным и приносило им хорошую прибыль. Участок на Большой Никитской улице первоначально покупался для строительства доходного дома, но Баскаковы решили не разрушать усадьбу. Для продолжения своего дела они от усадьбы не отказались, и стали сдавать имевшиеся помещения внаём состоятельным горожанам.
В 1918 году после революции все доходные дома Баскаковых были национализированы. После 1917 г. В. С. Баскаков жил с семьёй в одном из своих домов в 12-метровой комнате.
Умер в 1938 году в Москве, похоронен на Введенском кладбище.

## Владения
- Большая Никитская ул., 44, стр. 2, 3. Главный дом усадьбы Черкасской — Баскакова. В какой-то момент усадьба перешла к богатому домовладельцу Василию Степановичу Баскакову. Усадьбу на Никитской перестраивать не стали. В настоящее время здание усадьбы является объектом культурного наследия федерального значения[2]. В 1910-х квартиры в этом доме сдавались внаём. В 1917 году одну из квартир здесь снимал с женой Софьей основоположник теории анархизма князь П. А. Кропоткин (1842—1921), учёный, географ, геоморфолог, историк, публицист. Видимо, в этом доме их и застала революция. Октябрьские бои шли совсем близко отсюда.
- Поварская ул., 26. Доходный дом В. С. Баскакова. Серо-розовое шестиэтажное здание дома № 26 с масками львов над окнами нижнего этажа. На другой стороне улицы стоит большое светлое здание, главный вход которого украшают массивные квадратные полуколонны. Сооружение принадлежит Верховному суду России. Архитектор Пиотрович накануне Первой мировой войны возвёл доходный дом для богатого домовладельца Баскакова. Чуть позже жильцом дома стал писатель и поэт И. А. Бунин, проживавший в квартире родителей жены. Из окон своей комнаты Бунин слышал стрельбу орудий в октябре 1917 года. Поварская улица — последний адрес поэта в Москве. Отсюда он навсегда покинул столицу в 1918 году. Годы спустя в этом здании жил известный в то время писатель Б. А. Пильняк. Этот дом стоит на месте снесённого домика, где в детстве жил М. Ю. Лермонтов.[3]
- Большой Козихинский пер., 8. Доходный дом В. С. Баскакова (М. О. Энгельмейер), 1906 — владел доходным домом (1906—1910)
- Дегтярный пер., 3. Доходный дом В. С. Баскакова, 1911. Сохранился частично. Остатки дома (без левой части) ныне встроены в современное здание комплекса SUMMIT (Тверская, 22).[4] Владел доходным домом (1911—1915).
- Дегтярный пер., 6, стр. 1, 2. Доходные дома В. С. Баскакова, 1910 — владел (1910—1917) доходным домом.
- Ермолаевский пер., 27. Доходный дом Е. Д. фон Вендрих, 1908 — построил доходный дом для перепродажи (1908—1909)
- Малая Никитская ул., 15. Доходный дом В. С. Баскакова, 1911—1912, 2007 (реконструкция) — владел доходным домом (1912—1917). Дом построен в 1912 году по проекту Ольгерда Густавовича Пиотровича. Владельцем дома был Василий Степанович Баскаков. После 1917 года все доходные дома были национализированы, просторные квартиры превращены в коммунальные квартиры. В комнатах этих коммуналок окончили свои дни бывшие владельцы Баскаковы.[5]
- Малый Каковинский пер., 4, стр. 1. Доходный дом В. С. Баскакова, 1911 — владел доходным домом (1911—1917)
- Малый Каковинский пер., 6, стр. 1. Доходный дом В. С. Баскакова, 1911, 2009 — новодел — владел доходным домом (1911—1917)[6]